# Кизилжарминський сільський округ
Кизилжарми́нський сільський округ (каз. Қызылжарма ауылдық округі, рос. Кызылжарминский сельский округ) — адміністративна одиниця у складі Кизилординської міської адміністрації Кизилординської області Казахстану. Адміністративний центр — село Кизилжарма.
Населення — 11274 особи (2021; 5664 у 2009, 4248 у 1999, 4218 у 1989).
Станом на 1989 рік існувала Кизилжарминська сільська рада (села Александровське, Караул-Тюбе, Кизилжарма, Колос, Комсомол, Перше Мая, селище Геологів) Сирдар'їнського району. Пізніше село Караултобе утворило окремий Караултобинський сільський округ, села Геологів і Талсуат (колишнє Александровське) утворили окремий Талсуатський сільський округ, село Колос увійшло до складу міста Кизилорда. 2018 року було ліквідовано селище Роз'їзд 11 та село Байкадам.

## Склад
До складу округу входять такі населені пункти:
| Населений пункт              | Колишні назви | Населення, осіб (1989) | Населення, осіб (1999) | Населення, осіб (2009) | Населення, осіб (2021) |
| ---------------------------- | ------------- | ---------------------- | ---------------------- | ---------------------- | ---------------------- |
| Байкадам, село               | -             | -                      | 90                     | 144                    | -                      |
| Кизилжарма, село             | Комсомол      | 4045                   | 4126                   | 5484                   | 11274                  |
| Перше Мая, село              | -             | 81                     | -                      | -                      | -                      |
| Роз'їзд 11, станційне селище | Кизилжарма    | 92                     | 32                     | 36                     | -                      |